# Giovanni Battista Tasso

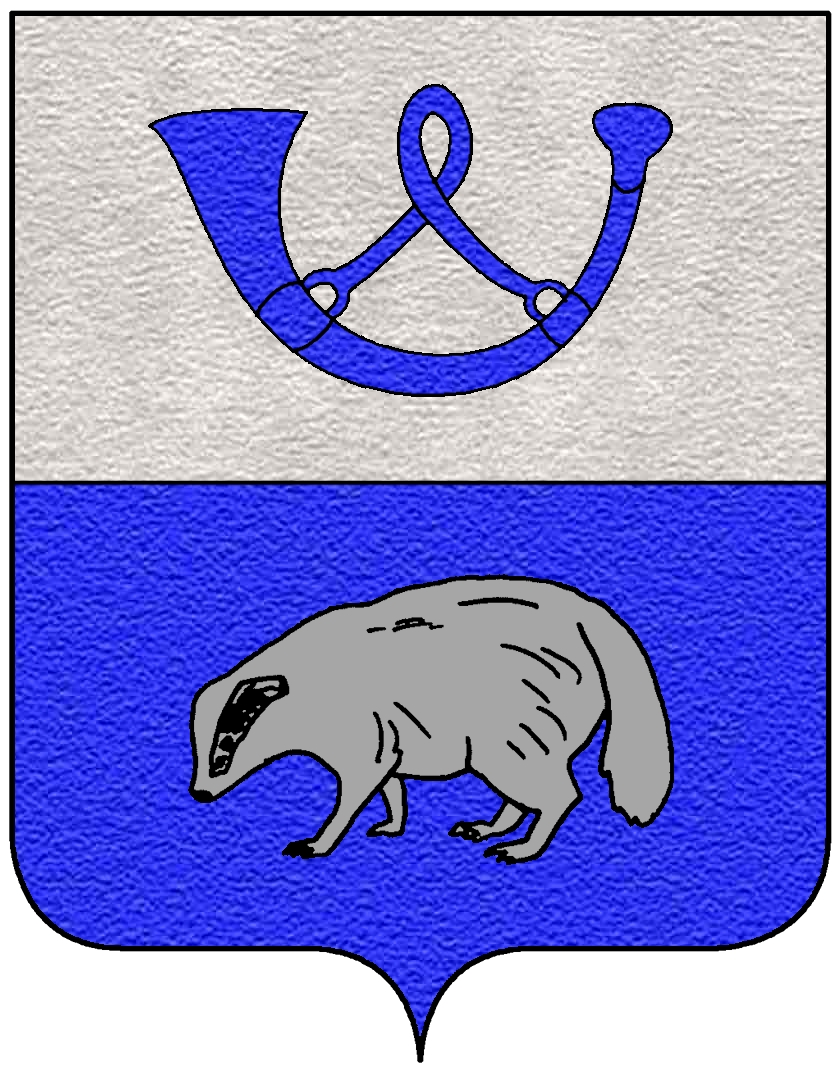
Stemma della famiglia Tasso

Giovanni Battista Tasso (Camerata Cornello, ... – Venezia, 21 agosto 1616) è stato un esponente dell'importante famiglia Tasso che organizzò il servizio postale a Venezia, Roma e in Europa.

## Biografia
Giovanni Battista Tasso era figlio di Maffeo dell'importante famiglia Tasso originaria di Cornello paese dell'alta Val Brembana che prenderà poi il nome della famiglia:dei Tasso. La località nel Medioevo era un importante centro di passaggio grazie all'antica Via Mercatorum.. La famiglia ebbe come capostipite Omodeo de Tassis, dividendosi poi in più rami ma diventando famosa proprio per l'organizzazione e la gestione del servizio postale nel Cinquecento sul territorio italiano e in Europa.
Fu nel Trecento che Guarisco Tasso detto il Rosso figlio di Benedetto Tasso detto Ferrario, nome nato dalla sua attività di fabbro, si trasferì nella contrada di Bretto formando il nuovo ceppo della famiglia: i Tasso di Bretto, dinastia che risulta presente fino all'Ottocento. Giovanni Battista è citato nei documenti dal 1590 come organizzatore delle linee postali che servivano i territori di terra della Serenissima con collegamenti con il Ducato di Savoia, la Francia, la Spagna e lo Stato Pontificio. Per questo fu nominato mastro dei corrieri dalla Compagnia dei Corrieri della Serenissima diventando uno dei più importanti esponenti della famiglia.

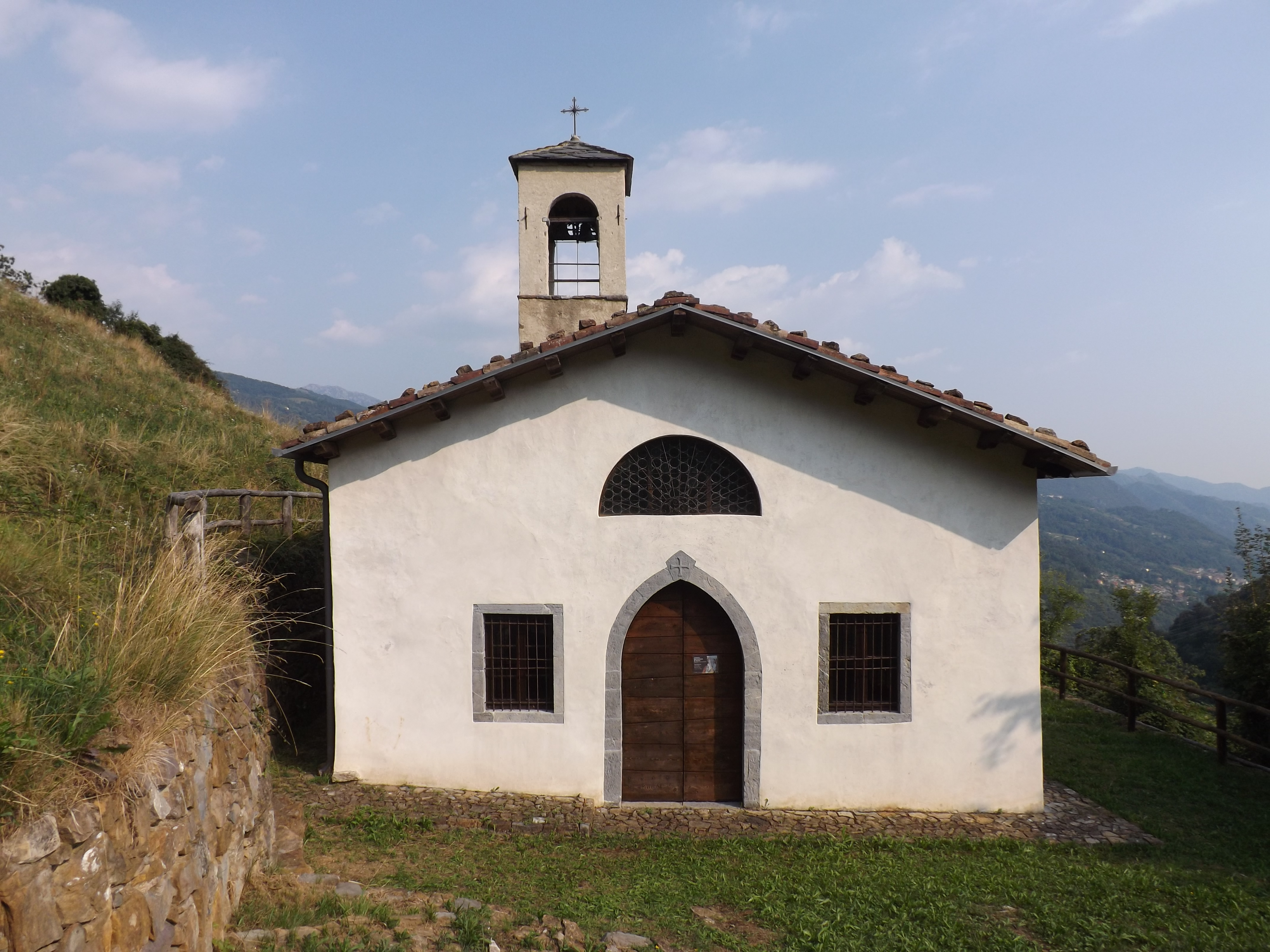
Chiesa di San Ludovico - località Bretto

Raggiunse quindi una certa ricchezza che gli permise di acquistare proprietà e il palazzo di Comonte vicino Seriate nel 1607 al prezzo di 1600 scudi d'oro e altre proprietà della famiglia Maffeis di Zogno compreso palazzo Tasso. Il palazzo di Comonte divenne residenza della sua famiglia. Malgrado le attività che lo tenevano lontano da Bretto si interessò anche alla vita polita di Camerata Cornello diventando prima consigliere e poi sindaco. Nel 1596 con il cugino Luigi seguì l'importante revisione degli estimi del territorio. Seguì con il figlio Luigi i lavori di ampliamento della chiesa di San Ludovico commissionando la pala d'altare raffigurante Sant'Alessandro, Gaetano e Antonio da Padova facendosi immortalare con il figlio tra gli offerenti.
Di Giovan Battista è citato un avvenimento che gli costò un provvedimento disciplinare. Sembra che durante una consegna da Venezia a Roma di un pacco postale contenente tartufi, risulta che fosse stato manomesso causandogli una penale di sei mesi senza commissioni
(La Compagnia dei corrieri veneti)
Solo grazie alla sua ammissione di colpa gli fu scontata la pena:
(La Compagnia dei corrieri veneti)
La sua attività di corriere postale fu però molto importante per la Serenissima tanto che la ducale del 13 gennaio 1606 del doge Leonardo Donà dispose che gli fosse assegnata una scorta armata a sua protezione a garanzia del esito positivo della commissione diplomatiche che gli erano affidate in mote località estere. L'ultimo suo viaggio è del 1619 quando con il figlio Maffeo accompagnò l'ambasciata veneta in Inghilterra.
Dei suoi figli Maffeo proseguì l'attività di famiglia, trasformando quella che era la consegna postale a cavallo,  l'aggiunta di un carrello a due ruote che migliorò di molto il servizio postale permettendo la consegna anche di pacchi e trasporti più voluminosi. Il figlio Luigi, omonimo di quel Luigi vescovo di Recanati che fu ucciso nella Villa dei Tasso di Celadina agli inizi del Cinquecento, divenne canonico tra i prelati di maggior rilievo nella Bergamo del Seicento, inoltre proseguì nei lavori di ampliamento della piccola chiesa di Bretto commissionando anche gli affreschi dell'abside e delle pareti.
Di Giovanni Battista resta un ritratto posto in calce al dipinto di San Luigi IX che era nella chiesa di San Luigi IX a Bretto e poi conservato nella parrocchiale di Santa Maria Assunta di Camerata Cornello.